# 丁亞雯
丁亞雯（1947年11月24日—），浙江蕭山人，中華民國教育工作者，國立臺灣大學法律學系畢業，師大教育研究所結業。曾任北一女、中山女中、中正高中校長以及越南丁善理紀念中學教育總監。2011年8月，接任臺北市政府教育局局長，她是臺北市第一位女性的教育局長。

## 經歷
1990年至1996年間，擔任台北市北一女中校長。
其中在1994年北一女中兩位女學生因性傾向無法被社會所認同在宜蘭蘇澳燒炭自殺的事件中接受媒體採訪表示：“北一女沒有同性戀”。
1996年至1999年間，擔任台北市中正高中校長。
1999-2006，擔任台北市中山女中校長。2006年，在丁費宗清等人的請託下，丁亞雯在越南胡志明市辦理「丁善理紀念中學」。
丁亞雯在北北基聯測建議台北巿政府對申請入學的問題改採分發補救，因而受到重視。2011年，丁亞雯成為台北市教育局首位女性首長。